# Eleição presidencial da Rússia em 1991
A eleição presidencial de 1991 na Rússia foi a primeira eleição direta do país para a chefia do Executivo. A eleição de 1991 definiu o primeiro presidente da Rússia, e portanto o primeiro governante da Rússia independente desde o Czar Nicolau II. 
O pleito aconteceu em 12 de Junho. Boris Iéltsin, chefe da ala liberal e independente, foi eleito o primeiro presidente da Rússia, com mais de 55% dos votos. Em dezembro, a União Soviética se desintegraria, e a Rússia se tornaria independente sob o governo de Iéltsin.
A eleição foi um dos eventos mais importantes da história russa, pois definiu os rumos da nova Rússia, pouco antes de sua independência da União Soviética. 
A eleição também representou a escolha do povo russo entre a continuação do sistema socialista, como na antiga União Soviética, e a implantação de um sistema liberal, voltado para o capitalismo, representado pelo candidato vencedor, Boris Iéltsin.

## Resultados oficiais
| Candidato               | Candidato               | Partidos apoiantes            | 1ª Volta    | 1ª Volta        |
| Candidato               | Candidato               | Partidos apoiantes            | Votos       | %               |
| ----------------------- | ----------------------- | ----------------------------- | ----------- | --------------- |
|                         | Boris Iéltsin           | Independente                  | 45 552 041  | 57,30 / 100,00  |
|                         | Nikolai Rizhkov         | PCUS                          | 13 359 335  | 16,85 / 100,00  |
|                         | Vladímir Jirinóvski     | PLDR                          | 6 211 007   | 7,81 / 100,00   |
|                         | Aman Tuleyev            | Independente (membro do PCUS) | 5 417 464   | 6,85 / 100,00   |
|                         | Albert Makashov         | Independente (membro do PCUS) | 2 969 511   | 3,74 / 100,00   |
|                         | Vadim Bakatin           | Independente (membro do PCUS) | 2 719 757   | 3,42 / 100,00   |
| Contra Todos            | Contra Todos            | Contra Todos                  | 1 525 410   | 1,92 / 100,00   |
| Votos Inválidos         | Votos Inválidos         | Votos Inválidos               | 1 716 757   | 2,16 / 100,00   |
| Total                   | Total                   | Total                         | 79 507 282  | 100,00 / 100,00 |
| Eleitorado/Participação | Eleitorado/Participação | Eleitorado/Participação       | 106 484 518 | 74,67 / 100,00  |
| Fonte                   | Fonte                   | Fonte                         | [ 2 ]       | [ 2 ]           |